# Pelexia ecuadorensis
Pelexia ecuadorensis är en orkidéart som beskrevs av Rudolf Schlechter. Pelexia ecuadorensis ingår i släktet Pelexia och familjen orkidéer.
Artens utbredningsområde är Ecuador. Inga underarter finns listade i Catalogue of Life.